# Olympische Geschichte Guyanas
| Gelbes Symbol für Goldmedaillen mit stilisierten Olympischen Ringen | Graues Symbol für Silbermedaillen mit stilisierten Olympischen Ringen | Braundes Symbol für Bronzemedaillen mit stilisierten Olympischen Ringen |
| ------------------------------------------------------------------- | --------------------------------------------------------------------- | ----------------------------------------------------------------------- |
| —                                                                   | —                                                                     | 1                                                                       |

Guyana, dessen NOK, die Guyana Olympic Association, 1935 gegründet wurde, schickte nach der Unabhängigkeit von Großbritannien 1966 erstmals 1968 Sportler zu den Olympischen Sommerspielen. Bis auf 1976 nahm Guyana an allen folgenden Sommerspielen teil. Schon von 1948 bis 1964 nahmen Athleten unter der Bezeichnung Britisch-Guayana teil. Zu Winterspielen wurden bislang keine guyanische Sportler geschickt. Jugendliche Sportler nahmen an den beiden bislang ausgetragenen Jugend-Sommerspielen teil.

## Allgemeine Übersicht

### Sommerspiele
Die erste Olympiamannschaft Guyanas bestand 1948 in London aus einem Leichtathleten, einem Radsportler und zwei Gewichthebern. Der erste Olympionike Guyanas war am 30. Juli 1948 der Leichtathlet Charles Thompson im 100-Meter-Lauf. Die Sprinterin Claudette Masdammer war am 24. November 1956 die erste Frau Guyanas, die bei Olympischen Spielen antrat. 1960 in Rom kam der erste guyanische Boxer zum Einsatz. 1972 in München traten die Athleten unter der bis heute gültigen Bezeichnung Guyana an.
Guyana blieb 1976 den Spielen von Montreal fern und unterstützte damit aus Solidarität den Boykott der afrikanischen Länder. 1980 in Moskau erkämpfte sich der Boxer Michael Parris im Bantamgewicht mit Bronze die erste und bis heute einzige olympische Medaille Guyanas. 2004 in Athen nahm erstmals ein guyanischer Schwimmer teil, 2012 in London ein Judoka. Erst 2016 in Rio de Janeiro konnte ein guyanischer Sportler mit einer Topplatzierung aufwarten. Der Dreispringer Troy Doris wurde Siebte.

### Jugendspiele
Mit vier Jugendlichen nahm Guyana an den Jugend-Sommerspielen 2010 in Singapur teil. Kein Teilnehmer konnte sich für ein Finale qualifizieren. In den gleichen Sportarten (Leichtathletik, Schwimmen und Tischtennis) nahmen 2014 in Nanjing wiederum vier Jugendliche teil. Auch diesmal blieb Guyana erfolglos.

## Übersicht der Teilnahmen

### Sommerspiele
| Jahr      | Athleten           | Athleten           | Athleten           | Flaggenträger      | Sportarten         | Sportarten         | Sportarten         | Sportarten         | Sportarten         | Sportarten         | Medaillen          | Medaillen          | Medaillen          | Medaillen          | Medaillen          |
| Jahr      | Gesamt             | m                  | w                  | Flaggenträger      | Leichtathletik     | Gewichtheben       | Radsport           | Boxen              | Schwimmen          | Judo               |                    |                    |                    | Gesamt             | Rang               |
| --------- | ------------------ | ------------------ | ------------------ | ------------------ | ------------------ | ------------------ | ------------------ | ------------------ | ------------------ | ------------------ | ------------------ | ------------------ | ------------------ | ------------------ | ------------------ |
| 1896–1936 | nicht teilgenommen | nicht teilgenommen | nicht teilgenommen | nicht teilgenommen | nicht teilgenommen | nicht teilgenommen | nicht teilgenommen | nicht teilgenommen | nicht teilgenommen | nicht teilgenommen | nicht teilgenommen | nicht teilgenommen | nicht teilgenommen | nicht teilgenommen | nicht teilgenommen |
| 1948      | 4                  | 4                  | 0                  |                    | 1                  | 2                  | 1                  |                    |                    |                    |                    |                    |                    |                    |                    |
| 1952      | 1                  | 1                  | 0                  |                    |                    | 1                  |                    |                    |                    |                    |                    |                    |                    |                    |                    |
| 1956      | 4                  | 3                  | 1                  |                    | 2                  | 2                  |                    |                    |                    |                    |                    |                    |                    |                    |                    |
| 1960      | 5                  | 4                  | 1                  |                    | 4                  |                    |                    | 1                  |                    |                    |                    |                    |                    |                    |                    |
| 1964      | 1                  | 1                  | 0                  |                    |                    | 1                  |                    |                    |                    |                    |                    |                    |                    |                    |                    |
| 1968      | 5                  | 5                  | 0                  |                    | 1                  | 1                  | 1                  | 2                  |                    |                    |                    |                    |                    |                    |                    |
| 1972      | 3                  | 3                  | 0                  | Gordon Sankis      |                    |                    | 1                  | 2                  |                    |                    |                    |                    |                    |                    |                    |
| 1976      | 28                 | 26                 | 2                  | nicht teilgenommen | nicht teilgenommen | nicht teilgenommen | nicht teilgenommen | nicht teilgenommen | nicht teilgenommen | nicht teilgenommen | nicht teilgenommen | nicht teilgenommen | nicht teilgenommen | nicht teilgenommen | nicht teilgenommen |
| 1980      | 8                  | 7                  | 1                  | James Gilkes       | 2                  |                    | 2                  | 4                  |                    |                    |                    |                    | 1                  | 1                  | 35                 |
| 1984      | 10                 | 8                  | 2                  | Earl Haley         | 4                  |                    | 3                  | 3                  |                    |                    |                    |                    |                    |                    |                    |
| 1988      | 8                  | 7                  | 1                  | Alfred Thomas      | 3                  |                    | 2                  | 3                  |                    |                    |                    |                    |                    |                    |                    |
| 1992      | 6                  | 5                  | 1                  | Aubrey Richmond    | 3                  |                    | 1                  | 2                  |                    |                    |                    |                    |                    |                    |                    |
| 1996      | 7                  | 6                  | 1                  | John Douglas       | 6                  |                    |                    | 1                  |                    |                    |                    |                    |                    |                    |                    |
| 2000      | 4                  | 3                  | 1                  | Aliann Pompey      | 4                  |                    |                    |                    |                    |                    |                    |                    |                    |                    |                    |
| 2004      | 4                  | 2                  | 2                  | Aliann Pompey      | 2                  | 1                  |                    |                    | 1                  |                    |                    |                    |                    |                    |                    |
| 2008      | 4                  | 2                  | 2                  | Niall Roberts      | 3                  |                    |                    |                    | 1                  |                    |                    |                    |                    |                    |                    |
| 2012      | 6                  | 4                  | 2                  | Winston George     | 3                  |                    |                    |                    | 2                  | 1                  |                    |                    |                    |                    |                    |
| 2016      | 6                  | 3                  | 3                  | Hannibal Gaskin    | 4                  |                    |                    |                    | 2                  |                    |                    |                    |                    |                    |                    |
| Gesamt    | Gesamt             | Gesamt             | Gesamt             | Gesamt             | Gesamt             | Gesamt             | Gesamt             | Gesamt             | Gesamt             | Gesamt             | 0                  | 0                  | 1                  | 1                  | 128                |

### Winterspiele
| Jahr      | Athleten           | Athleten           | Athleten           | Flaggenträger      | Sportarten         | Medaillen          | Medaillen          | Medaillen          | Medaillen          | Medaillen          |
| Jahr      | Gesamt             | m                  | w                  | Flaggenträger      | Sportarten         |                    |                    |                    | Gesamt             | Rang               |
| --------- | ------------------ | ------------------ | ------------------ | ------------------ | ------------------ | ------------------ | ------------------ | ------------------ | ------------------ | ------------------ |
| 1924–2018 | nicht teilgenommen | nicht teilgenommen | nicht teilgenommen | nicht teilgenommen | nicht teilgenommen | nicht teilgenommen | nicht teilgenommen | nicht teilgenommen | nicht teilgenommen | nicht teilgenommen |
| Gesamt    | Gesamt             | Gesamt             | Gesamt             | Gesamt             | Gesamt             | 0                  | 0                  | 0                  | 0                  | -                  |

### Jugend-Sommerspiele
| Jahr   | Athleten | Athleten | Athleten | Flaggenträger  | Sportarten     | Sportarten | Sportarten  | Medaillen | Medaillen | Medaillen | Medaillen | Medaillen |
| Jahr   | Gesamt   | m        | w        | Flaggenträger  | Leichtathletik | Schwimmen  | Tischtennis |           |           |           | Gesamt    | Rang      |
| ------ | -------- | -------- | -------- | -------------- | -------------- | ---------- | ----------- | --------- | --------- | --------- | --------- | --------- |
| 2010   | 4        | 2        | 2        | Jevina Straker | 2              | 1          | 1           |           |           |           |           |           |
| 2014   | 4        | 2        | 2        |                | 1              | 2          | 1           |           |           |           |           |           |
| Gesamt | Gesamt   | Gesamt   | Gesamt   | Gesamt         | Gesamt         | Gesamt     | Gesamt      | 0         | 0         | 0         | 0         | -         |

### Jugend-Winterspiele
| Jahr      | Athleten           | Athleten           | Athleten           | Flaggenträger      | Sportarten         | Medaillen          | Medaillen          | Medaillen          | Medaillen          | Medaillen          |
| Jahr      | Gesamt             | m                  | w                  | Flaggenträger      | Sportarten         |                    |                    |                    | Gesamt             | Rang               |
| --------- | ------------------ | ------------------ | ------------------ | ------------------ | ------------------ | ------------------ | ------------------ | ------------------ | ------------------ | ------------------ |
| 2012–2016 | nicht teilgenommen | nicht teilgenommen | nicht teilgenommen | nicht teilgenommen | nicht teilgenommen | nicht teilgenommen | nicht teilgenommen | nicht teilgenommen | nicht teilgenommen | nicht teilgenommen |
| Gesamt    | Gesamt             | Gesamt             | Gesamt             | Gesamt             | Gesamt             | 0                  | 0                  | 0                  | 0                  | -                  |

## Medaillengewinner

### Goldmedaillen
Bislang (Stand 2017) keine Goldmedaillen

### Silbermedaillen
Bislang (Stand 2017) keine Silbermedaille

### Bronzemedaillen
| Name           | Spiele      | Sportart | Disziplin     | Anmerkung              |
| -------------- | ----------- | -------- | ------------- | ---------------------- |
| Michael Parris | 1980 Moskau | Boxen    | Bantamgewicht | erster Medaillengewinn |

## Medaillen nach Sportart
| Sportart | Gold | Silber | Bronze | Gesamt |
| Boxen    | 0    | 0      | 1      | 1      |
| Gesamt   | 0    | 0      | 1      | 1      |

## Medaillenspiegel

### Olympische Spiele
|                         |   |   |   | Gesamt | Rang |
| ----------------------- | - | - | - | ------ | ---- |
| Olympische Sommerspiele | 0 | 0 | 1 | 1      | 128  |
| Olympische Winterspiele | 0 | 0 | 0 | 0      | -    |
| Gesamt                  | 0 | 0 | 1 | 1      | 129  |